# Major League Soccer 2016
La temporada 2016 de la Major League Soccer (MLS) fue la 21.ª edición realizada de la primera división del fútbol en los Estados Unidos y Canadá. Empezó el 6 de marzo y concluyó el 10 de diciembre.
FC Dallas logró su primera MLS Supporters' Shield en su historia tras culminar primero en su conferencia y en la tabla general, donde cosechó 17 victorias, 9 empates y 8 derrotas.
Seattle Sounders FC alzaron con su primer campeonato de su historia tras imponerse en la tanda de penales al Toronto FC por 5-4, el panameño Román Torres anotó el gol del título.

## Información de los equipos
| Equipo                                     | Ciudad            | Entrenador          | Estadio                    | Aforo  | Patrocinador       | Marca  |
| ------------------------------------------ | ----------------- | ------------------- | -------------------------- | ------ | ------------------ | ------ |
| Chicago Fire                               | Bridgeview        | Veljko Paunović     | Toyota Park                | 20 000 | Valspar            | Adidas |
| Colorado Rapids                            | Commerce City     | Pablo Mastroeni     | Dick's Sporting Goods Park | 19 680 | Transamerica       | Adidas |
| Columbus Crew                              | Columbus          | Gregg Berhalter     | Mapfre Stadium             | 20 145 | Barbasol           | Adidas |
| D.C. United                                | Washington D. C.  | Ben Olsen           | RFK Memorial Stadium       | 19 647 | Leidos             | Adidas |
| FC Dallas                                  | Frisco            | Óscar Pareja        | Toyota Stadium             | 21 193 | AdvoCare           | Adidas |
| Houston Dynamo                             | Houston           | Wade Barrett (I)    | BBVA Compass Stadium       | 22 000 | BHP Billiton       | Adidas |
| Los Angeles Galaxy                         | Carson            | Bruce Arena         | StubHub Center             | 27 000 | Herbalife          | Adidas |
| Montreal Impact                            | Montreal          | Mauro Biello        | Estadio Saputo             | 20 541 | Banco de Montreal  | Adidas |
| New England Revolution                     | Foxborough        | Jay Heaps           | Gillette Stadium           | 20 000 | UnitedHealth Group | Adidas |
| New York City FC                           | Bronx, Nueva York | Patrick Vieira      | Yankee Stadium             | 30 000 | Etihad Airways     | Adidas |
| New York Red Bulls                         | Harrison          | Jesse Marsch        | Red Bull Arena             | 25 189 | Red Bull           | Adidas |
| Orlando City                               | Orlando           | Jason Kreis         | Camping World Stadium      | 19 500 | Orlando Health     | Adidas |
| Philadelphia Union                         | Chester           | Jim Curtin          | Talen Energy Stadium       | 18 500 | Bimbo              | Adidas |
| Portland Timbers                           | Portland          | Caleb Porter        | Providence Park            | 21 144 | Alaska Airlines    | Adidas |
| Real Salt Lake                             | Sandy             | Jeff Cassar         | Rio Tinto Stadium          | 20 213 | LifeVantage        | Adidas |
| San Jose Earthquakes                       | San José          | Dominic Kinnear     | Avaya Stadium              | 18 000 | Sutter Health      | Adidas |
| Seattle Sounders FC                        | Seattle           | Brian Schmetzer (I) | CenturyLink Field          | 40 000 | Xbox               | Adidas |
| Sporting Kansas City                       | Kansas City       | Peter Vermes        | Children's Mercy Park      | 18 467 | Ivy Funds          | Adidas |
| Toronto FC                                 | Toronto           | Greg Vanney         | BMO Field                  | 30 991 | Banco de Montreal  | Adidas |
| Vancouver Whitecaps                        | Vancouver         | Carl Robinson       | BC Place                   | 21 000 | Bell Canada        | Adidas |
| Datos actualizados al 5 de agosto de 2016. |                   |                     |                            |        |                    |        |

### Equipos porestadoyprovincia
Estados Unidos
| Estado           | N.º | Equipos                                   |
| ---------------- | --- | ----------------------------------------- |
| California       | 2   | Los Angeles Galaxy y San Jose Earthquakes |
| Texas            | 2   | FC Dallas y Houston Dynamo                |
| Colorado         | 1   | Colorado Rapids                           |
| Florida          | 1   | Orlando City                              |
| Illinois         | 1   | Chicago Fire                              |
| Kansas           | 1   | Sporting Kansas City                      |
| Massachusetts    | 1   | New England Revolution                    |
| Nueva Jersey     | 1   | New York Red Bulls                        |
| Nueva York       | 1   | New York City FC                          |
| Ohio             | 1   | Columbus Crew                             |
| Oregón           | 1   | Portland Timbers                          |
| Pensilvania      | 1   | Philadelphia Union                        |
| Utah             | 1   | Real Salt Lake                            |
| Washington       | 1   | Seattle Sounders FC                       |
| Washington D. C. | 1   | D.C. United                               |

Canadá
| Provincia          | N.º | Equipos             |
| ------------------ | --- | ------------------- |
| Columbia Británica | 1   | Vancouver Whitecaps |
| Ontario            | 1   | Toronto FC          |
| Quebec             | 1   | Montreal Impact     |

### Cambios de entrenadores
Pretemporada
| Club             | Entrenador saliente    | Fecha de salida         | Reemplazado por | Fecha de llegada        |
| ---------------- | ---------------------- | ----------------------- | --------------- | ----------------------- |
| New York City FC | Jason Kreis            | 2 de noviembre de 2015  | Patrick Vieira  | 9 de noviembre de 2015  |
| Chicago Fire     | Brian Bliss (interino) | 24 de noviembre de 2015 | Veljko Paunović | 24 de noviembre de 2015 |

Temporada
| Club                | Entrenador saliente | Fecha de salida     | Reemplazado por            | Fecha de llegada    |
| ------------------- | ------------------- | ------------------- | -------------------------- | ------------------- |
| Houston Dynamo      | Owen Coyle          | 25 de mayo de 2016  | Wade Barrett (interino)    | 7 de junio de 2016  |
| Orlando City        | Adrian Heath        | 6 de julio de 2016  | Jason Kreis                | 20 de julio de 2016 |
| Seattle Sounders FC | Sigi Schmid         | 26 de julio de 2016 | Brian Schmetzer (interino) | 26 de julio de 2016 |

## Posiciones

### Conferencia Este
|  | Pos. | Equipos                | PJ | PG | PE | PP | GF | GC | Dif. | Pts. |
|  | ---- | ---------------------- | -- | -- | -- | -- | -- | -- | ---- | ---- |
|  | 1    | New York Red Bulls     | 34 | 16 | 9  | 9  | 61 | 44 | +17  | 57   |
|  | 2    | New York City FC       | 34 | 15 | 9  | 10 | 62 | 57 | +5   | 54   |
|  | 3    | Toronto FC             | 34 | 14 | 11 | 9  | 51 | 39 | +12  | 53   |
|  | 4    | D.C. United            | 34 | 11 | 13 | 10 | 53 | 47 | +6   | 46   |
|  | 5    | Montreal Impact        | 34 | 11 | 12 | 11 | 49 | 53 | -4   | 45   |
|  | 6    | Philadelphia Union     | 34 | 11 | 9  | 14 | 52 | 55 | -3   | 42   |
|  | 7    | New England Revolution | 34 | 11 | 9  | 14 | 44 | 54 | -10  | 42   |
|  | 8    | Orlando City           | 34 | 9  | 14 | 11 | 55 | 60 | -5   | 41   |
|  | 9    | Columbus Crew          | 34 | 8  | 12 | 14 | 50 | 58 | -8   | 36   |
|  | 10   | Chicago Fire           | 34 | 7  | 10 | 17 | 42 | 58 | -16  | 31   |

|  | Clasifica a los playoffs 2016                 |
|  | Clasifica a los playoffs 2016 (Primera ronda) |

### Conferencia Oeste
|  | Pos. | Equipos              | PJ | G  | E  | P  | GF | GC | Dif. | Pts. |
|  | ---- | -------------------- | -- | -- | -- | -- | -- | -- | ---- | ---- |
|  | 1    | FC Dallas            | 34 | 17 | 9  | 8  | 50 | 40 | +10  | 60   |
|  | 2    | Colorado Rapids      | 34 | 15 | 13 | 6  | 39 | 32 | +7   | 58   |
|  | 3    | LA Galaxy            | 34 | 12 | 16 | 6  | 54 | 39 | +15  | 52   |
|  | 4    | Seattle Sounders FC  | 34 | 14 | 6  | 14 | 44 | 43 | +1   | 48   |
|  | 5    | Sporting Kansas City | 34 | 13 | 8  | 13 | 42 | 41 | +1   | 47   |
|  | 6    | Real Salt Lake       | 34 | 12 | 10 | 12 | 44 | 46 | -2   | 46   |
|  | 7    | Portland Timbers     | 34 | 12 | 8  | 14 | 48 | 53 | -5   | 44   |
|  | 8    | Vancouver Whitecaps  | 34 | 10 | 9  | 15 | 45 | 52 | -7   | 39   |
|  | 9    | San Jose Earthquakes | 34 | 8  | 14 | 12 | 32 | 40 | -8   | 38   |
|  | 10   | Houston Dynamo       | 34 | 7  | 13 | 14 | 39 | 45 | -6   | 34   |

|  | Clasifica a los play-offs 2016                 |
|  | Clasifica a los play-offs 2016 (Primera ronda) |

### Tabla general
|  | Pos. | Equipos                | PJ | G  | E  | P  | GF | GC | Dif. | Pts. |
|  | ---- | ---------------------- | -- | -- | -- | -- | -- | -- | ---- | ---- |
|  | 1    | FC Dallas              | 34 | 17 | 9  | 8  | 50 | 40 | +10  | 60   |
|  | 2    | Colorado Rapids        | 34 | 15 | 13 | 6  | 39 | 32 | +7   | 58   |
|  | 3    | New York Red Bulls     | 34 | 16 | 9  | 9  | 61 | 44 | +17  | 57   |
|  | 4    | New York City FC       | 34 | 15 | 9  | 10 | 62 | 57 | +5   | 54   |
|  | 5    | Toronto FC             | 34 | 14 | 11 | 9  | 51 | 39 | +12  | 53   |
|  | 6    | LA Galaxy              | 34 | 12 | 16 | 6  | 54 | 39 | +15  | 52   |
|  | 7    | Seattle Sounders FC    | 34 | 14 | 6  | 14 | 44 | 43 | +1   | 48   |
|  | 8    | Sporting Kansas City   | 34 | 13 | 8  | 13 | 42 | 41 | +1   | 47   |
|  | 9    | Real Salt Lake         | 34 | 12 | 10 | 12 | 44 | 46 | -2   | 46   |
|  | 10   | D.C. United            | 34 | 11 | 13 | 10 | 53 | 47 | +6   | 46   |
|  | 11   | Montreal Impact        | 34 | 11 | 12 | 11 | 49 | 53 | -4   | 45   |
|  | 12   | Portland Timbers       | 34 | 12 | 8  | 14 | 48 | 53 | -5   | 44   |
|  | 13   | Philadelphia Union     | 34 | 11 | 9  | 14 | 52 | 55 | -3   | 42   |
|  | 14   | New England Revolution | 34 | 11 | 9  | 14 | 44 | 54 | -10  | 42   |
|  | 15   | Orlando City           | 34 | 9  | 14 | 11 | 55 | 60 | -5   | 41   |
|  | 16   | Vancouver Whitecaps    | 34 | 10 | 9  | 15 | 45 | 52 | -7   | 39   |
|  | 17   | San Jose Earthquakes   | 34 | 8  | 14 | 12 | 32 | 40 | -8   | 38   |
|  | 18   | Columbus Crew          | 34 | 8  | 12 | 14 | 50 | 58 | -8   | 36   |
|  | 19   | Houston Dynamo         | 34 | 7  | 13 | 14 | 39 | 45 | -6   | 34   |
|  | 20   | Chicago Fire           | 34 | 7  | 10 | 17 | 42 | 58 | -16  | 31   |

|  | Ganador de la MLS Supporters' Shield 2016 y de la Conferencia Oeste, Clasifica a la Liga de Campeones de la Concacaf 2018. |
|  | Segundo lugar de la Fase Regular, Clasifica a la Liga de Campeones de la Concacaf 2018.                                    |
|  | Ganador de la Conferencia Este, Clasifica a la Liga de Campeones de la Concacaf 2018.                                      |

## Playoffs
|    |                     | Primera ronda |                      |    |
|    | Local               | Resultado     | Visita               |    |
| E3 | Toronto FC          | 3:1           | Philadelphia Union   | E6 |
| E4 | D.C. United         | 2:4           | Montreal Impact      | E5 |
| O3 | Los Angeles Galaxy  | 3:1           | Real Salt Lake       | O6 |
| O4 | Seattle Sounders FC | 1:0           | Sporting Kansas City | O5 |

|  | Semifinales de conferencia | Semifinales de conferencia | Semifinales de conferencia | Semifinales de conferencia |       |    | Finales de conferencia | Finales de conferencia | Finales de conferencia | Finales de conferencia |  |    | MLS Cup    | MLS Cup | MLS Cup |  |
|  |                            |                            |                            |                            |       |    |                        |                        |                        |                        |  |    |            |         |         |  |
|  |                            |                            |                            |                            |       |    |                        |                        |                        |                        |  |    |            |         |         |  |
|  | E1                         | New York Red Bulls         | 0                          | 1                          |       |    |                        |                        |                        |                        |  |    |            |         |         |  |
|  | E1                         | New York Red Bulls         | 0                          | 1                          |       |    |                        |                        |                        |                        |  |    |            |         |         |  |
|  | E5                         | Montreal Impact            | 1                          | 2                          |       |    |                        |                        |                        |                        |  |    |            |         |         |  |
|  | E5                         | Montreal Impact            | 1                          | 2                          |       | E5 | Montreal Impact        | 3                      | 2                      |                        |  |    |            |         |         |  |
|  | Conferencia Este           |                            |                            |                            |       | E5 | Montreal Impact        | 3                      | 2                      |                        |  |    |            |         |         |  |
|  |                            |                            | E3                         | Toronto FC (t.s.)          | 2     | 5  |                        |                        |                        |                        |  |    |            |         |         |  |
|  | E2                         | New York City FC           | E3                         | Toronto FC (t.s.)          | 2     | 5  | 0                      | 0                      |                        |                        |  |    |            |         |         |  |
|  | E2                         | New York City FC           |                            |                            |       |    |                        |                        |                        |                        |  |    |            |         |         |  |
|  | E3                         | Toronto FC                 | 2                          | 5                          |       |    |                        |                        |                        |                        |  |    |            |         |         |  |
|  | E3                         | Toronto FC                 | 2                          | 5                          |       |    |                        |                        |                        |                        |  | E3 | Toronto FC | 0 (4)   |         |  |
|  |                            |                            |                            |                            |       |    |                        |                        |                        |                        |  | E3 | Toronto FC | 0 (4)   |         |  |
|  |                            |                            | O4                         | Seattle Sounders FC (p)    | 0 (5) |    |                        |                        |                        |                        |  |    |            |         |         |  |
|  | O1                         | FC Dallas                  | O4                         | Seattle Sounders FC (p)    | 0 (5) | 0  | 2                      |                        |                        |                        |  |    |            |         |         |  |
|  | O1                         | FC Dallas                  |                            |                            |       |    |                        |                        |                        |                        |  |    |            |         |         |  |
|  | O4                         | Seattle Sounders FC        | 3                          | 1                          |       |    |                        |                        |                        |                        |  |    |            |         |         |  |
|  | O4                         | Seattle Sounders FC        | 3                          | 1                          |       | O4 | Seattle Sounders FC    | 2                      | 1                      |                        |  |    |            |         |         |  |
|  | Conferencia Oeste          |                            |                            |                            |       | O4 | Seattle Sounders FC    | 2                      | 1                      |                        |  |    |            |         |         |  |
|  |                            |                            | O2                         | Colorado Rapids            | 1     | 0  |                        |                        |                        |                        |  |    |            |         |         |  |
|  | O2                         | Colorado Rapids (p)        | O2                         | Colorado Rapids            | 1     | 0  | 0                      | 1 (3)                  |                        |                        |  |    |            |         |         |  |
|  | O2                         | Colorado Rapids (p)        |                            |                            |       |    |                        |                        |                        |                        |  |    |            |         |         |  |
|  | O3                         | Los Angeles Galaxy         | 1                          | 0 (1)                      |       |    |                        |                        |                        |                        |  |    |            |         |         |  |
|  | O3                         | Los Angeles Galaxy         | 1                          | 0 (1)                      |       |    |                        |                        |                        |                        |  |    |            |         |         |  |
|  |                            |                            |                            |                            |       |    |                        |                        |                        |                        |  |    |            |         |         |  |

### Ronda preliminar (Primera Ronda)
Conferencia Este
| 26 de octubre de 2016, 19:30 (UTC-4) | Toronto FC                               | 3:1 (1:0) | Philadelphia Union | BMO Field, Toronto, Ontario                                  |                                                              |
|                                      | Giovinco 15' · Osorio 48' · Altidore 85' | Reporte   | Bedoya 73'         | Asistencia: 21.759 espectadores Árbitro(s): Baldomero Toledo | Asistencia: 21.759 espectadores Árbitro(s): Baldomero Toledo |

| 27 de octubre de 2016, 19:30 (UTC-4) | D.C. United             | 2:4 (0:2) | Montreal Impact                         | RFK Memorial Stadium, Washington D. C.                   |                                                          |
|                                      | Neagle 90' · Kemp 90+4' | Reporte   | Ciman 4' · Mancosu 43' 58' · Piatti 83' | Asistencia: 12.773 espectadores Árbitro(s): Jair Marrufo | Asistencia: 12.773 espectadores Árbitro(s): Jair Marrufo |

Conferencia Oeste
| 26 de octubre de 2016, 19:30 (UTC-7) | Los Angeles Galaxy           | 3:1 (3:1) | Real Salt Lake   | StubHub Center, Carson, California                     |                                                        |
|                                      | Gordon 14' · Boateng 26' 34' | Reporte   | Plata 21' (pen.) | Asistencia: 18.124 espectadores Árbitro(s): Alan Kelly | Asistencia: 18.124 espectadores Árbitro(s): Alan Kelly |

| 27 de octubre de 2016, 19:00 (UTC-7) | Seattle Sounders FC | 1:0 (0:0) | Sporting Kansas City | CenturyLink Field, Seattle, Washington                    |                                                           |
|                                      | Valdez 88'          | Reporte   |                      | Asistencia: 36.151 espectadores Árbitro(s): Ismail Elfath | Asistencia: 36.151 espectadores Árbitro(s): Ismail Elfath |

### Semifinales de conferencia
Conferencia Este
| 30 de octubre de 2016, 15:00 (UTC-4) | Montreal Impact | 1:0 (0:0) | New York Red Bulls | Estadio Saputo, Montreal, Quebec                          |                                                           |
|                                      | Mancosu 61'     | Reporte   |                    | Asistencia: 15.027 espectadores Árbitro(s): Robert Sibiga | Asistencia: 15.027 espectadores Árbitro(s): Robert Sibiga |

| 6 de noviembre de 2016, 16:00 (UTC-5) | New York Red Bulls     | 1:2 (0:0) | Montreal Impact | Red Bull Arena, Harrison, Nueva Jersey                       |                                                              |
|                                       | B. Wright-Phillips 77' | Reporte   | Piatti 51' 85'  | Asistencia: 24.314 espectadores Árbitro(s): Baldomero Toledo | Asistencia: 24.314 espectadores Árbitro(s): Baldomero Toledo |

| 30 de octubre de 2016, 19:00 (UTC-4) | Toronto FC                    | 2:0 (0:0) | New York City FC | BMO Field, Toronto, Ontario                                 |                                                             |
|                                      | Altidore 84' · Ricketts 90+2' | Reporte   |                  | Asistencia: 28.220 espectadores Árbitro(s): Silviu Petrescu | Asistencia: 28.220 espectadores Árbitro(s): Silviu Petrescu |

| 6 de noviembre de 2016, 18:30 (UTC-5) | New York City FC | 0:5 (0:3) | Toronto FC                                               | Yankee Stadium, Nueva York                              |                                                         |
|                                       |                  | Reporte   | Giovinco 6' 20' (pen.) 90+1' · Altidore 30' · Osorio 50' | Asistencia: 28.355 espectadores Árbitro(s): Kevin Stott | Asistencia: 28.355 espectadores Árbitro(s): Kevin Stott |

Conferencia Oeste
| 30 de octubre de 2016, 18:30 (UTC-7) | Seattle Sounders FC          | 3:0 (0:0) | FC Dallas | CenturyLink Field, Seattle, Washington                      |                                                             |
|                                      | Valdez 50' · Lodeiro 55' 58' | Reporte   |           | Asistencia: 37.073 espectadores Árbitro(s): Ricardo Salazar | Asistencia: 37.073 espectadores Árbitro(s): Ricardo Salazar |

| 6 de noviembre de 2016, 20:00 (UTC-6) | FC Dallas                 | 2:1 (1:0) | Seattle Sounders FC | Toyota Stadium, Frisco, Texas                               |                                                             |
|                                       | Akindele 25' · Urruti 56' | Reporte   | Lodeiro 54'         | Asistencia: 14.878 espectadores Árbitro(s): Hilario Grajeda | Asistencia: 14.878 espectadores Árbitro(s): Hilario Grajeda |

| 30 de octubre de 2016, 14:00 (UTC-7) | Los Angeles Galaxy | 1:0 (0:0) | Colorado Rapids | StubHub Center, Carson, California                       |                                                          |
|                                      | dos Santos 55'     | Reporte   |                 | Asistencia: 24.487 espectadores Árbitro(s): Drew Fischer | Asistencia: 24.487 espectadores Árbitro(s): Drew Fischer |

| 6 de noviembre de 2016, 12:00 (UTC-7) | Colorado Rapids         | 1:0 (1:0, 1:0) (t. s.)(3:1 p.) | Los Angeles Galaxy                        | Dick's Sporting Goods Park, Commerce City, Colorado     |                                                         |
|                                       | Gashi 36'               | Reporte                        |                                           | Asistencia: 17.782 espectadores Árbitro(s): Mark Geiger | Asistencia: 17.782 espectadores Árbitro(s): Mark Geiger |
|                                       |                         | Tiros desde el punto penal     |                                           |                                                         |                                                         |
|                                       | Doyle · Le Toux · Pappa |                                | Gerrard · dos Santos · Cole · Larentowicz |                                                         |                                                         |

### Finales de conferencia
Conferencia Este
| 22 de noviembre de 2016, 20:00 (UTC-5) | Montreal Impact                      | 3:2 (2:0) | Toronto FC                 | Estadio Olímpico, Montreal, Quebec                      |                                                         |
|                                        | Oduro 10' · Mancosu 12' · Oyongo 53' | Reporte   | 68' Altidore · 73' Bradley | Asistencia: 61.004 espectadores Árbitro(s): Juan Guzman | Asistencia: 61.004 espectadores Árbitro(s): Juan Guzman |

| 30 de noviembre de 2016, 19:00 (UTC-5) | Toronto FC                                                             | 5:2 (3:2; 2:1) (t. s.) | Montreal Impact        | BMO Field, Toronto, Ontario                              |                                                          |
|                                        | Cooper 37' · Altidore 45' · Hagglund 68' · Cheyrou 98' · Ricketts 100' | Reporte                | Oduro 24' · Piatti 53' | Asistencia: 36.000 espectadores Árbitro(s): Jair Marrufo | Asistencia: 36.000 espectadores Árbitro(s): Jair Marrufo |

Conferencia Oeste
| 22 de noviembre de 2016, 19:00 (UTC-8) | Seattle Sounders FC      | 2:1 (1:1) | Colorado Rapids | CenturyLink Field, Seattle, Washington                  |                                                         |
|                                        | Morris 19' · Lodeiro 61' | Reporte   | Doyle 13'       | Asistencia: 42.774 espectadores Árbitro(s): Chris Penso | Asistencia: 42.774 espectadores Árbitro(s): Chris Penso |

| 27 de noviembre de 2016, 14:00 (UTC-7) | Colorado Rapids | 0:1 (0:0) | Seattle Sounders FC | Dick's Sporting Goods Park, Commerce City, Colorado         |                                                             |
|                                        |                 | Reporte   | Morris 56'          | Asistencia: 17.695 espectadores Árbitro(s): Ricardo Salazar | Asistencia: 17.695 espectadores Árbitro(s): Ricardo Salazar |

### MLS Cup 2016
| 10 de diciembre de 2016, 20:00 (UTC-5) | Toronto FC                                             | 0:0 (t. s.)(4:5 p.)        | Seattle Sounders FC                                       | BMO Field, Toronto, Ontario                            |                                                        |
|                                        |                                                        | Reporte                    |                                                           | Asistencia: 36.045 espectadores Árbitro(s): Alan Kelly | Asistencia: 36.045 espectadores Árbitro(s): Alan Kelly |
|                                        |                                                        | Tiros desde el punto penal |                                                           |                                                        |                                                        |
|                                        | Altidore · Bradley · Cheyrou · Johnson · Moor · Morrow |                            | Evans · Ivanschitz · Fernández · Jones · Lodeiro · Torres |                                                        |                                                        |

|                                        |
| Bandera del Estado de Washington       |
| Campeón Seattle Sounders FC 1.º título |

## Estadísticas

### Goleadores
| Bradley Wright-Phillips                     | New York Red Bulls | 24 | 34 |
| David Villa                                 | New York City FC   | 23 | 33 |
| Sebastián Giovinco                          | Toronto FC         | 17 | 28 |
| Ignacio Piatti                              | Montreal Impact    | 17 | 32 |
| Joao Plata                                  | Real Salt Lake     | 16 | 33 |
| Ola Kamara                                  | Montreal Impact    | 16 | 25 |
| Fanendo Adi                                 | Portland Timbers   | 16 | 33 |
| Giovani dos Santos                          | Los Angeles Galaxy | 14 | 28 |
| Última actualización: 23 de octubre de 2016 |                    |    |    |

### Asistencias
| Sacha Kljestan                              | New York Red Bulls   | 19 | 32 |
| Sebastián Giovinco                          | Toronto FC           | 15 | 28 |
| Mauro Díaz                                  | FC Dallas            | 13 | 27 |
| Benny Feilhaber                             | Sporting Kansas City | 13 | 30 |
| Justin Meram                                | Columbus Crew        | 13 | 33 |
| Giovani dos Santos                          | Los Angeles Galaxy   | 12 | 28 |
| Última actualización: 23 de octubre de 2016 |                      |    |    |

### Hat-tricks
| Fecha     | Jugador                 | Goles                 | Local              | Resultado | Visitante              | Semana                     |
| --------- | ----------------------- | --------------------- | ------------------ | --------- | ---------------------- | -------------------------- |
| 28/5/2016 | Bradley Wright-Phillips | 4' · 25' · 27'        | New York Red Bulls | 3 – 0     | Toronto FC             | Semana 13                  |
| 28/5/2016 | Ola Kamara              | 17' · 64' · 74'       | Columbus Crew      | 4 – 3     | Toronto FC             | Semana 13                  |
| 22/6/2016 | Roland Alberg           | 15' · 45+1' · 56' (P) | Philadelphia Union | 4 – 3     | Chicago Fire           | Semana 16                  |
| 23/7/2016 | Didier Drogba           | 19' · 42' · 52'       | Montreal Impact    | 5 – 1     | Philadelphia Union     | Semana 20                  |
| 23/7/2016 | Sebastian Giovinco      | 21' · 39' · 90+1'     | Toronto FC         | 4 – 1     | D.C. United            | Semana 20                  |
| 30/7/2016 | Frank Lampard           | 28' · 81' · 84' (P)   | New York City FC   | 5 – 1     | Colorado Rapids        | Semana 21                  |
| 6/8/2016  | Sebastian Giovinco      | 20' · 29' · 76' (P)   | Toronto FC         | 4 – 1     | New England Revolution | Semana 22                  |
| 7/8/2016  | Clint Dempsey           | 14' · 37' · 48'       | Orlando City       | 1 – 3     | Seattle Sounders FC    | Semana 22                  |
| 27/8/2016 | Patrick Mullins         | 40' · 45+1' · 74'     | D.C. United        | 6 – 2     | Chicago Fire           | Semana 25                  |
| 6/11/2016 | Sebastian Giovinco      | 6' · 20' (P) · 90+1'  | New York City FC   | 0 – 5     | Toronto FC             | Semifinales de conferencia |

### Otros datos
- Equipo con mayor cantidad de partidos invicto: 15 partidos.
  - Colorado Rapids (13 de abril - 23 de julio).

- Equipo con mayor cantidad de partidos sin ganar: 10 partidos.
  - Columbus Crew (1 de junio - 13 de agosto).

- Equipo con más partidos ganados consecutivos: 4 partidos.
  - New York Red Bulls (18 de mayo - 19 de junio).
  - New York City FC (18 de junio - 6 de julio).
  - Los Angeles Galaxy (4 de julio - 23 de julio).
  - Toronto FC (23 de julio - 6 de agosto).
  - Seattle Sounders FC (17 de septiembre - 2 de octubre).
  - D.C. United (24 de septiembre - 16 de octubre).
  - New York Red Bulls (24 de septiembre - 23 de octubre).
  - Toronto FC (23 de octubre - 6 de noviembre).
  - Montreal Impact (27 de octubre - 22 de noviembre).

- Equipo con más partidos perdidos consecutivos: 4 partidos.
  - New York Red Bulls (1 de abril - 16 de abril).
  - New England Revolution (31 de julio - 20 de agosto).
  - Vancouver Whitecaps (31 de julio - 20 de agosto).
  - Philadelphia Union (1 de octubre - 26 de octubre).

- Más goles en un partido: 8 goles. 
  - Columbus Crew 4 - 4 Montreal Impact (7 de mayo).
  - D.C. United 6 - 2 Chicago Fire (27 de agosto).

- Mayor goleada de local:
  - Houston Dynamo 5 - 0 FC Dallas (12 de marzo).
  - Seattle Sounders FC 5 - 0 FC Dallas (13 de julio).

- Mayor goleada de visitante:
  - New York City FC 0 - 7 New York Red Bulls (21 de mayo).

## Premios y reconocimientos

### Jugador de la semana
| Semana    | Futbolista              | Equipo                 |
| --------- | ----------------------- | ---------------------- |
| Semana 1  | Mike Magee              | Los Angeles Galaxy     |
| Semana 2  | Andrew Wenger           | Houston Dynamo         |
| Semana 3  | Felipe                  | New York Red Bulls     |
| Semana 4  | Michael Barrios         | FC Dallas              |
| Semana 5  | Kaká                    | Orlando City           |
| Semana 6  | Fabián Espíndola        | D.C. United            |
| Semana 7  | Giovani dos Santos      | Los Angeles Galaxy     |
| Semana 8  | Emmanuel Boateng        | Los Angeles Galaxy     |
| Semana 9  | Jake Gleeson            | Portland Timbers       |
| Semana 10 | Ignacio Piatti          | Montreal Impact        |
| Semana 11 | Kekuta Manneh           | Vancouver Whitecaps    |
| Semana 12 | Bradley Wright-Phillips | New York Red Bulls     |
| Semana 13 | Ola Kamara              | Columbus Crew          |
| Semana 14 | Chris Pontius           | Philadelphia Union     |
| Semana 15 | Mike Grella             | New York Red Bulls     |
| Semana 16 | Roland Alberg           | Philadelphia Union     |
| Semana 17 | Jack Harrison           | New York City FC       |
| Semana 18 | Ilsinho                 | Philadelphia Union     |
| Semana 19 | Diego Valeri            | Portland Timbers       |
| Semana 20 | Sebastián Giovinco      | Toronto FC             |
| Semana 21 | Frank Lampard           | New York City FC       |
| Semana 22 | Sebastián Giovinco      | Toronto FC             |
| Semana 23 | Bradley Wright-Phillips | New York Red Bulls     |
| Semana 24 | Clint Dempsey           | Seattle Sounders FC    |
| Semana 25 | Patrick Mullins         | D.C. United            |
| Semana 26 | Frank Lampard           | New York City FC       |
| Semana 27 | Giovani dos Santos      | Los Angeles Galaxy     |
| Semana 28 | Kelyn Rowe              | New England Revolution |
| Semana 29 | Mauro Manotas           | Houston Dynamo         |
| Semana 30 | Lamar Neagle            | D.C. United            |
| Semana 31 | Sin ganador             | Sin ganador            |
| Semana 32 | Sin ganador             | Sin ganador            |
| Semana 33 | Bradley Wright-Phillips | New York Red Bulls     |
| Semana 34 | Giles Barnes            | Vancouver Whitecaps    |

### Gol de la semana
| Semana    | Futbolista         | Equipo                 |
| --------- | ------------------ | ---------------------- |
| Semana 1  | Ignacio Piatti     | Montreal Impact        |
| Semana 2  | Cyle Larin         | Orlando City           |
| Semana 3  | Felipe             | New York Red Bulls     |
| Semana 4  | Thomas McNamara    | New York City FC       |
| Semana 5  | Adam Jahn          | San Jose Earthquakes   |
| Semana 6  | Alberto Quintero   | San Jose Earthquakes   |
| Semana 7  | Ignacio Piatti     | Montreal Impact        |
| Semana 8  | Luciano Acosta     | D.C. United            |
| Semana 9  | Maxim Tissot       | Montreal Impact        |
| Semana 10 | Ignacio Piatti     | Montreal Impact        |
| Semana 11 | Blas Pérez         | Vancouver Whitecaps    |
| Semana 12 | Cyle Larin         | Orlando City           |
| Semana 13 | Kevin Molino       | Orlando City           |
| Semana 14 | Chris Pontius      | Philadelphia Union     |
| Semana 15 | Júlio Baptista     | Orlando City           |
| Semana 16 | Lamar Neagle       | D.C. United            |
| Semana 17 | Cristian Maidana   | Houston Dynamo         |
| Semana 18 | Lee Nguyen         | New England Revolution |
| Semana 19 | Jack Harrison      | New York City FC       |
| Semana 20 | Ignacio Piatti     | Montreal Impact        |
| Semana 21 | Cyle Larin         | Orlando City           |
| Semana 22 | Javier Morales     | Real Salt Lake         |
| Semana 23 | Shkelzen Gashi     | Colorado Rapids        |
| Semana 24 | Luis Solignac      | Chicago Fire           |
| Semana 25 | Yura Movsisyan     | Real Salt Lake         |
| Semana 26 | Giovani dos Santos | Los Angeles Galaxy     |
| Semana 27 | Joao Plata         | Real Salt Lake         |
| Semana 28 | Cyle Larin         | Orlando City           |
| Semana 29 | Shkëlzen Gashi     | Colorado Rapids        |
| Semana 30 | David Villa        | New York City FC       |
| Semana 31 | Sin ganador        | Sin ganador            |
| Semana 32 | Sin ganador        | Sin ganador            |
| Semana 33 | Ignacio Piatti     | Montreal Impact        |
| Semana 34 | David Villa        | New York City FC       |

### JugadorEtihad Airwaysdel mes
| Mes        | Futbolista              | Equipo              |
| ---------- | ----------------------- | ------------------- |
| Marzo      | Joao Plata              | Real Salt Lake      |
| Abril      | Fanendo Adi             | Portland Timbers    |
| Mayo       | Bradley Wright-Phillips | New York Red Bulls  |
| Junio      | Yura Movsisyan          | Real Salt Lake      |
| Julio      | Frank Lampard           | New York City FC    |
| Agosto     | Nicolás Lodeiro         | Seattle Sounders FC |
| Septiembre | Chad Marshall           | Seattle Sounders FC |
| Octubre    | Justin Meram            | Columbus Crew       |

### Premios anuales
| Premio                    | Ganador                 | Equipo              |
| ------------------------- | ----------------------- | ------------------- |
| Jugador Más Valioso       | David Villa             | New York City FC    |
| Bota de Oro               | Bradley Wright-Phillips | New York Red Bulls  |
| Entrenador del año        | Óscar Pareja            | FC Dallas           |
| Portero del año           | Andre Blake             | Philadelphia Union  |
| Defensa del año           | Matt Hedges             | FC Dallas           |
| Novato del año            | Jordan Morris           | Seattle Sounders FC |
| Contratación del año      | Nicolás Lodeiro         | Seattle Sounders FC |
| Atajada del año           | Joe Bendik              | Orlando City        |
| Gol del año               | Shkëlzen Gashi          | Colorado Rapids     |
| Espírirtu de superación   | Chris Pontius           | Philadelphia Union  |
| Fair Play                 | Columbus Crew           | Columbus Crew       |
| Fair Play individual      | Keegan Rosenberry       | Philadelphia Union  |
| Humanitario del año       | Matt Lampson            | Chicago Fire        |
| Árbitro del año           | Alan Kelly              | Alan Kelly          |
| Árbitro asistente del año | Frank Anderson          | Frank Anderson      |

### Equipo ideal de la temporada
El 5 de diciembre se anunció el equipo ideal de la temporada (denominada MLS Best XI), que reconoce a los 11 mejores jugadores de la Major League Soccer.
| Pos. | Futbolista              | Equipo             |
| ---- | ----------------------- | ------------------ |
| POR  | Andre Blake             | Philadelphia Union |
| DEF  | Matt Hedges             | FC Dallas          |
| DEF  | Axel Sjöberg            | Colorado Rapids    |
| DEF  | Jelle Van Damme         | Los Angeles Galaxy |
| MED  | Mauro Díaz              | FC Dallas          |
| MED  | Giovani dos Santos      | Los Angeles Galaxy |
| MED  | Sacha Kljestan          | New York Red Bulls |
| MED  | Ignacio Piatti          | Montreal Impact    |
| DEL  | Sebastián Giovinco      | Toronto FC         |
| DEL  | Bradley Wright-Phillips | New York Red Bulls |
| DEL  | David Villa             | New York City FC   |

## Juego de las estrellas
El Juego de las Estrellas 2016 fue la 21.ª edición del Juego de las Estrellas de la MLS que se llevó a cabo el 28 de julio de 2016 entre el Equipo de las Estrellas y el Arsenal de Inglaterra, en un partido de carácter amistoso que se realizó en el Avaya Stadium en San José, California. Arsenal venció al equipo de las Estrellas de la MLS por 2-1. Los goles del Arsenal fueron del costarricense Joel Campbell de lanzamiento penal a los 11 minutos y de Chuba Akpom al minuto 87'. El único gol marcado por el equipo de las estrellas fue de Didier Drogba a los 45+2'. Chuba Akpom fue nombrado como el jugador más valioso del juego de las estrellas.